# القناص (فلم 1984)
القناص هو فيلمٌ مصريٌ أُنتج عام 1984.
الفيلم مقتبس من قصة جثة في المكتبة لأجاثا كريستي.[بحاجة لمصدر]

## قصة الفيلم
يتلقى الرائد «زغلول درديري» (سمير غانم) بلاغاً بوجود جثة لفتاة في فيلا المحامية «ملكات» (شهيرة). يذهب إلى الفيلا رفقة مساعده الضابط «عادل» (سيد زيان). وبعد استجواب جميع من كانوا في الفيلا، يتلقى بلاغاً باختفاء الفتاة «شيرويت». تأتي «نجوى» (عهد)، ابنة عم شيرويت، وتتعرف على الجثة.
يبدأ زغلول وعادل بمساعدة المحامية ملكات، رحلة البحث عن المشتبه فيهم، والذين يشملون المصور «مراد أبو العزايم»، جار ملكات المشهور بحفلاته الصاخبة، ورجل الأعمال «زكي العطار» الذي كان يشاهد حفلات شيرويت، حيث كانت راقصة في فرقة فنون شعبية، و«أحمد عزت» (أحمد شوقي) عم «نجوى» و«شيرويت»، وكان يؤمن على حياة الأخيرة بمبلغ من المال، و«علوي شاهين»، زوج «شيرويت» الذي لم يكن يحبها، وأخيراً «نجوى» ابنة عم «شيرويت» التي ترث 30,000 جنيه كانت «شيرويت» قد ورثتها من أمها.
يتلقى «زغلول» بلاغاً باحتراق سيارة «زكي العطار»، وبداخلها جثة فتاة أخرى، ويجد «زغلول» فردة حذاء قرب السيارة يتضح أنها للجثة الأولى المكتشفة في فيلا «ملكات». يتلقى زغلول اتصالاً آخر يفيد باختفاء فتاة أخرى تُدعى «سوسن»، فيقوم «زغلول» بالربط بين الجريمتين ويعتقد أن الفاعل واحدٌ.
يكتشف زغلول أن الجثة التي تعرفت عليها «نجوى» في البداية لم تكن جثة «شيرويت» ابنة عمها، بل جثة «سوسن» القتيلة الثانية، كما يلاحظ التقارب بين «علوي»، زوج القتيلة، و«نجوى»، لذلك كلّف الضابط «عادل» بالبحث في سجل الأحوال المدنية عن وثيقة زواج محتملة ل«علوي» و«نجوى». يحصل عادل فعلاً على وثيقة زواج «علوي» و«نجوى»، ويتأكد أنهما قتلا الفتاتين في نفس الليلة وقاما برمي جثة «سوسن» أولاً، ثم احتفظوا بجثة «شيرويت» في الثلج لعدة أيام قبل أن يقوموا بإحراقها في سيارة «زكي العطار» وكان سبب القتل هو رغبة «نجوى» في أن ترث الثلاثون ألف جنيه التي ورثتها «شيرويت» عن أمها.

## شخصيات الفيلم
- سمير غانم في دور المحقق زغلول درديري.
- شهيرة في دور المحامية ملكات.
- سيد زيان في دور الضابط عادل.
- عهد في دور نجوى ابنة عم شيرويت.
- أحمد شوقي في دور أحمد عزت عم شيرويت.

## وصلات خارجية
- القناص على موقع قاعدة بيانات الأفلام العربية
- القناص على موقع قاعدة بيانات الفيلم (الإنجليزية)
- القناص على موقع ليتربوكسد (الإنجليزية)
- القناص على الدهليز
- القناص على كاروهات

## مصدر
1. ↑  وداعا سمورة.. رحيل ملك الكوميديا بعد أكثر من 150 فيلماً و60 مسلسلاً